# Arturo Ossorio Arana
Arturo Ossorio Arana (* 8. November 1902 im Partido Morón; † 6. Dezember 1967) war ein argentinischer Militär.

## Leben
Er studierte am Colegio Militar de Argentina, an der Escuela Superior Técnica und von 1937 bis 1940 im Deutschen Reich. Nach seiner Rückkehr nach Argentinien war er Befehlshaber der Artillerie und Leiter der Artillerieschule. Mit Eduardo Lonardi war er maßgeblicher Verschwörer gegen Juan Perón. Von 1957 bis 1958 war er Oberbefehlshaber der Streitkräfte Argentiniens. Sein Neffe Alfredo Ossorio war Mitglied des Movimiento Nacionalista Tacuara.
Vom 25. September bis 10. November 1955 war Ossorio Gouverneur der Provinz Buenos Aires. Vom 10. November 1955 bis zum 20. März 1957 war er Heeresminister in den Regierungskabinetten von Eduardo Lonardi und Pedro Eugenio Aramburu.